# Cattleya percivaliana
Cattleya percivaliana (literally Percival's Cattley's) là một loài lan. Số nhiễm sắc thể lưỡng bội của C. percivaliana là 2n = 40. Số nhiễm sắc thể đơn bội là n = 20.